# Pate (kulle)
Pate är en kulle i Indonesien.   Den ligger i provinsen Aceh, i den västra delen av landet, 1 800 km nordväst om huvudstaden Jakarta. Toppen på Pate är 7 meter över havet.
Terrängen runt Pate är platt. Havet är nära Pate åt sydväst. Runt Pate är det ganska glesbefolkat, med 50 invånare per kvadratkilometer. I omgivningarna runt Pate växer i huvudsak städsegrön lövskog.